# Condado de Starke
El condado de Starke (en inglés: Starke County) es un condado en el estado estadounidense de Indiana. En el censo de 2000 el condado tenía una población de 23 556 habitantes. La sede de condado es Knox. El condado fue fundado en 1835 y fue nombrado en honor a John Stark, quien comandó a la milicia de Nuevo Hampshire en la Batalla de Bunker Hill durante la Guerra de Independencia de los Estados Unidos.

## Geografía

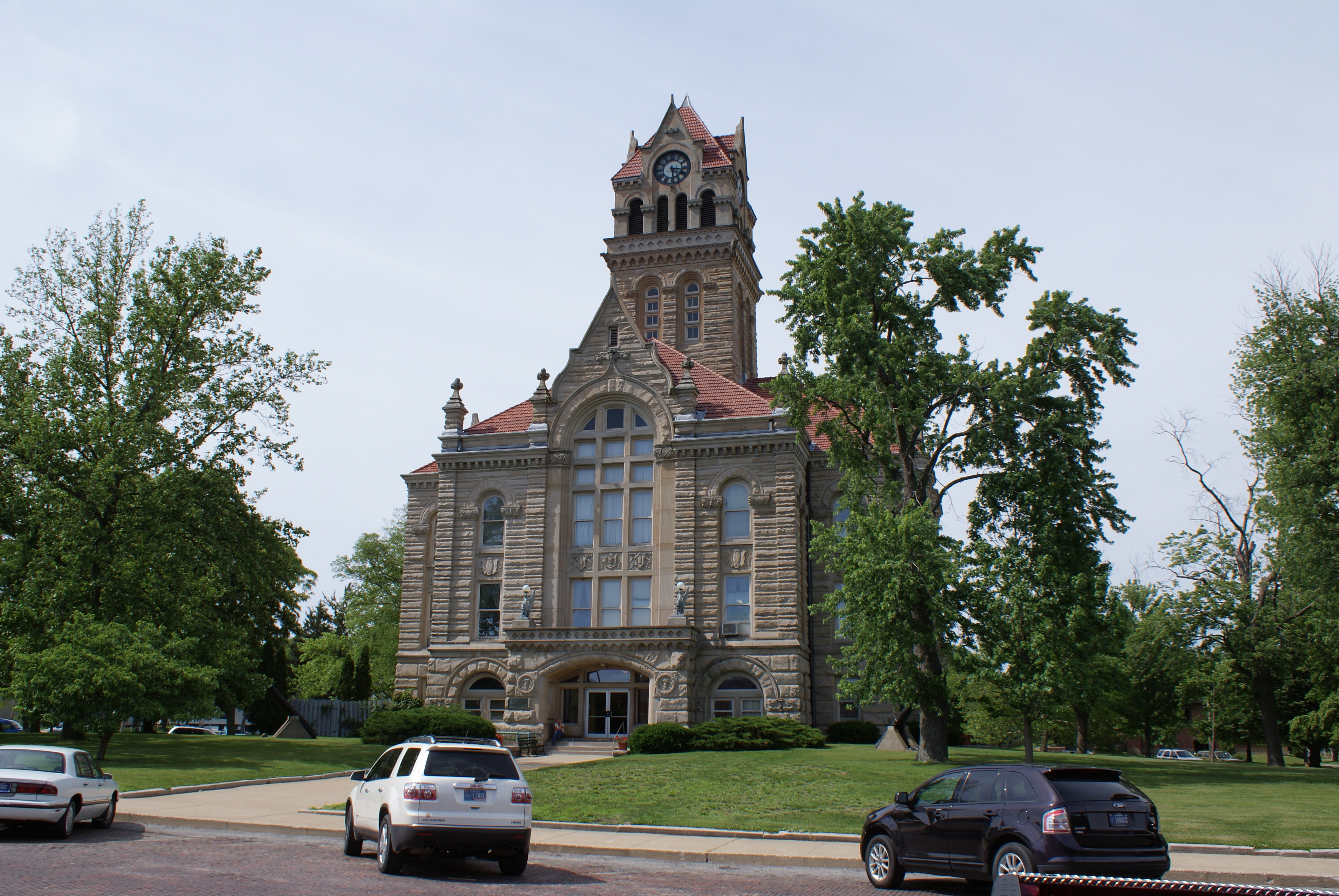
Juzgado del condado de Starke en Knox.

Según la Oficina del Censo, el condado tiene un área total de 809 km² (312 sq mi), de la cual 801 km² (309 sq mi) es tierra y 8 km² (3 sq mi) (0,96%) es agua.

### Condados adyacentes
- Condado de LaPorte (norte)
- Condado de Saint Joseph (noreste)
- Condado de Marshall (este)
- Condado de Fulton (sureste)
- Condado de Pulaski (sur)
- Condado de Jasper (oeste)
- Condado de Porter (noroeste)

## Autopistas importantes
- U.S. Route 30
- U.S. Route 35
- U.S. Route 421
- Ruta Estatal de Indiana 8
- Ruta Estatal de Indiana 10
- Ruta Estatal de Indiana 23
- Ruta Estatal de Indiana 39

## Demografía
En el  censo de 2000, hubo 23 556 personas, 8740 hogares y 6450 familias residiendo en el condado. La densidad poblacional era de 76 personas por milla cuadrada (29/km²). En el 2000 había 10 201 unidades habitacionales en una densidad de 33 por milla cuadrada (13/km²). La demografía del condado era de 97,52% blancos, 0,22% afroamericanos, 0,24% amerindios, 0,20% asiáticos, 0,03% isleños del Pacífico, 0,74% de otras razas y 1,05% de dos o más razas. 2,18% de la población era de origen hispano o latino de cualquier raza. 
La renta promedio para un hogar del condado era de $37 243 y el ingreso promedio para una familia era de $42 355. En 2000 los hombres tenían un ingreso medio de $32 779 versus $21 071 para las mujeres. La renta per cápita para el condado era de $16 466 y el 11,10% de la población estaba bajo el umbral de pobreza nacional.

## Ciudades y pueblos
| - Bass Lake - Bass Station - English Lake | - Grovertown - Hamlet - Knox | - Koontz Lake - North Judson | - Ora - San Pierre |